# Зимние Олимпийские игры 1994
XVII зимние Олимпийские игры (англ. XVII Olympic Winter Games, фр. XVIIes Jeux olympiques d'hiver, норв. Olympiske vinterleker 1994) проходили с 12 по 27 февраля 1994 года в Лиллехаммере (Норвегия).
Впервые зимняя Олимпиада проводилась не в один год с летней Олимпиадой. Впервые бывшие советские республики участвовали в зимней Олимпиаде в качестве отдельных команд.
В Лиллехаммере прозвучал призыв президента Международного олимпийского комитета Хуана Антонио Самаранча прекратить военные действия во всех уголках планеты на время проведения XVII зимних Олимпийских игр, и в первую очередь — в осаждённом Сараево, где в 1984 году проводились XIV зимние Олимпийские игры.

## Выборы столицы Игр
Выбор столицы зимних Игр прошёл за 5,5 лет до Игр, в сентябре 1988 года на сессии МОК во время летних Олимпийских игр 1988 года.
Борьба за право проведения Игр была очень упорной. После первого раунда голосования лидировал Лиллехаммер, всего на два голоса отстал американский Анкоридж, третьим шёл шведский Эстерсунд. После второго раунда лучшим был Эстерсунд (33 голоса), норвежский город отставал на три голоса, Анкоридж выбыл. В решающем раунде Лиллехаммер всё же обошёл своих соседей из Эстерсунда (45-39). Лиллехаммер ранее претендовал на зимние Игры 1992 года, но стал только 4-м в решающем голосовании.
| Выборы столицы зимних Олимпийских игр 1994 года | Выборы столицы зимних Олимпийских игр 1994 года | Выборы столицы зимних Олимпийских игр 1994 года | Выборы столицы зимних Олимпийских игр 1994 года | Выборы столицы зимних Олимпийских игр 1994 года | Выборы столицы зимних Олимпийских игр 1994 года |
| ----------------------------------------------- | ----------------------------------------------- | ----------------------------------------------- | ----------------------------------------------- | ----------------------------------------------- | ----------------------------------------------- |
| Город                                           | Страна                                          | Раунд 1                                         | Раунд 2                                         | Раунд 3                                         |                                                 |
| Лиллехаммер                                     | Норвегия                                        | 25                                              | 30                                              | 45                                              |                                                 |
| Эстерсунд                                       | Швеция                                          | 19                                              | 33                                              | 39                                              |                                                 |
| Анкоридж                                        | США                                             | 23                                              | 22                                              | -                                               |                                                 |
| София                                           | Болгария                                        | 17                                              | -                                               | -                                               |                                                 |

## Соревнования

### Биатлон
Было разыграно шесть комплектов наград. Три золота завоевали россияне. Сергей Тарасов выиграл по медали на каждой дистанции, включая золото в индивидуальной гонке, где он всего 3,4 секунды выиграл у немца Франка Лука. Немцы выиграли шесть наград, но только одну золотую (в мужской эстафете). Два золота в личных гонках выиграла 24-летняя канадка Мириам Бедар. Особенно упорной была борьба в спринте, где чемпионку от бронзового призёра на финише отделили всего 1,2 сек. Хозяева Игр норвежцы остались без медалей.

### Бобслей
В соревнованиях двухместных экипажей борьба за победу развернулась между двумя швейцарскими командами. Перед последним заездом лидировали Рето Гётши и Гуидо Аклин, но в последнем заезде лучший результат показали Густав Ведер и Донат Аклин (старший брат Гуидо), что и принесло им золото (экипаж Рётши отстал на 0,05 сек по сумме 4 заездов). Третьим стал экипаж итальянца Гюнтера Хубера (0,20 сек проигрыша чемпионам).
В заездах четвёрок победу одержала вторая команда Германии (пилот — Харальд Чудай). Экипаж Густава Ведера выиграл 2-й, 3-й и 4-й заезды, но неудача в первом заезде не позволила швейцарцам подняться выше второго места (0,06 сек проигрыша команде Германии). Третье место заняла первая команда Германии, чей боб пилотировал 36-летний Вольфганг Хоппе, который выиграл медаль на четвёртой Олимпиаде подряд.

### Горнолыжный спорт

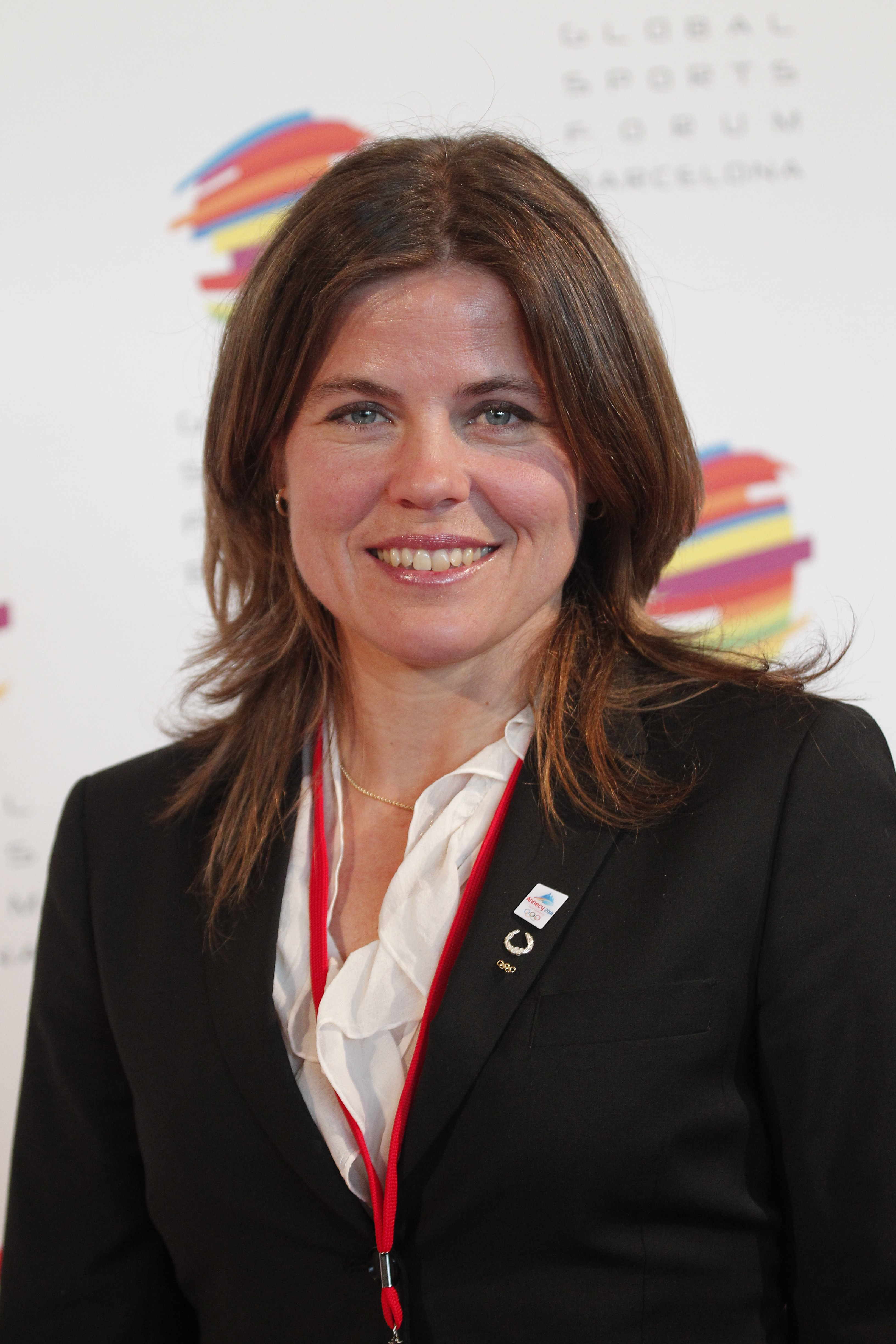
Олимпийская чемпионка 1992 года в гигантском слаломе Пернилла Виберг (фото 2011 года) в Лиллехаммере выиграла золото в комбинации

На трассах в Квитфьелле и Хафьелле к северу от Лиллехаммера было разыграно 10 комплектов наград. Медали завоевали представители 10 НОК. Двукратным олимпийским чемпионом стал 30-летний немец Маркус Васмайер, победивший в гигантском слаломе и супергиганте. По три медали завоевали 22-летний норвежец Четиль Андре Омодт и 29-летняя швейцарка Френи Шнайдер. Американец Томми Мо достаточно неожиданно выиграл золото и серебро в скоростных дисциплинах. В мужской комбинации норвежцы заняли весь пьедестал почёта. Последний раз представителям одной страны удавалось выиграть все медали в горнолыжном спорте на Олимпийских играх в 1964 году в Инсбруке, когда австрийки праздновали тройной успех в женском скоростном спуске.

### Конькобежный спорт
Конькобежцы разыграли 10 комплектов наград на катке «Викингскипет» в Хамаре. Одним из главных героев Игр стал 25-летний норвежец Юхан-Улаф Косс. Ему удалось выиграть три золотых медали на дистанциях 1500, 5000 и 10 000 метров, при этом на каждой из них он установил мировой рекорд. Ещё одним знаковым событием стало золото и мировой рекорд американца Дэна Дженсена на дистанции 1000 метров после целого ряда его неудач на Играх 1984, 1988 и 1992 годов. У женщин свой золотой дубль 1992 года на дистанциях 500 и 1000 метров повторила американка Бонни Блэйр, она довела число своих золотых олимпийских наград до пяти. Одна из фавориток немка Гунда Ниман ограничилась только серебряной и бронзовой наградами (на дистанции 5000 метров она проиграла всего полсекунды своей молодой соотечественнице Клаудии Пехштайн). Золото и серебро сборной Австрии принесла Эмеше Хуньяди.

### Лыжное двоеборье
В личном первенстве уверенную победу одержал чемпион мира 1991 года норвежец Фред Бёрре Лундберг. Серебро и бронзу на самом финише 15-километровой гонки разыграли японец Таканори Коно и норвежец Бьярте Энген Вик, отставшие от чемпиона более чем на минуту. Чуть быстрее был японец. В командном первенстве японцы (Таканори Коно, Масаси Абэ, Кэндзи Огивара) получили очень существенное преимущество по итогам прыжков, норвежцы на старте эстафеты 3×10 км отставали более чем на пять минут, и гонка превратилась в формальность. В итоге только призёры норвежцы и швейцарцы проиграли японцам на финише меньше 10 минут. Доминирование японцев в командном первенстве на чемпионате мира 1993 года и Олимпийских играх 1994 года вынудило ФИС изменить правила проведения командного первенства, уже в 1995 году на чемпионате мира эстафета проходила в формате 4×5 км, правила подсчёта очков в прыжках также изменились.

### Прыжки на лыжах с трамплина

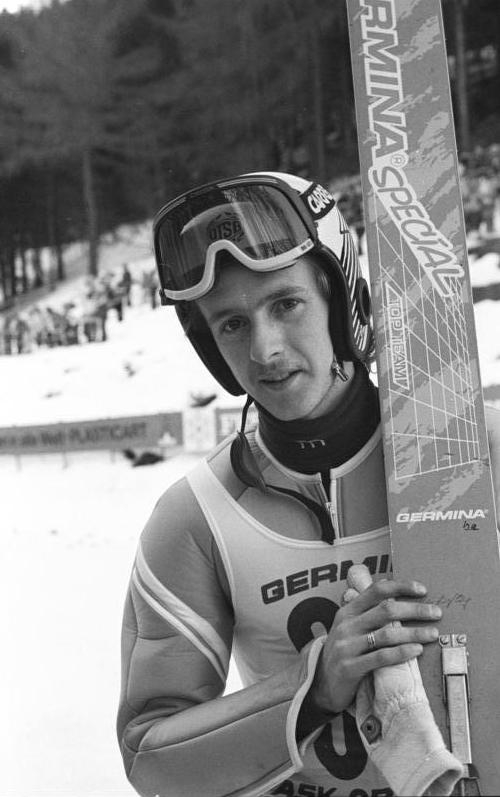
Немец Йенс Вайсфлог (фото 1989 года) выиграл в Лиллехаммере два золота

Соревнования проходили на комплексе трамплинов Лисгардсбаккен, построенном специально к Играм 1994 года.
На большом трамплине в личном первенстве победил опытный немец Йенс Вайсфлог, впервые ставший олимпийским чемпионом ещё в 1984 году в Сараево. Хотя после первого прыжка уверенно лидировал 26-летний норвежец Эспен Бредесен, который опережал Вайсфлога на 10 с лишним баллов, но во втором прыжке немец опередил Эспена более чем на 18 баллов. Третьим стал австриец Андреас Гольдбергер. 
В командном первенстве на большом трамплине перед заключительным прыжком уверенно лидировала команда Японии, на 50 с лишним баллов опережая немцев. У немцев блестящий прыжок выполнил Йенс Вайсфлог (141,6 балла, второй лучший прыжок среди всех команд в этот день), однако Масахико Хараде достаточно было набрать всего 87 очков, чтобы принести своей команде золото (в первом прыжке Харада набрал 118 очков, никто из японцев за предыдущие 7 прыжков не набирал менее 110 очков). Харада сорвал свой прыжок, набрав всего 73 балла. В итоге японцы отстали от немцев на 13,2 балла. Третьими стали австрийцы. 
В последнем виде программы на нормальном трамплине золото завоевал Эспен Бредесен (он единственный, кто в обоих прыжках набрал более 140 очков), вторым стал ещё один норвежец Лассе Оттесен, Вайсфлог был близок к своей третьей медали, но уступил всего 0,5 балла своему партнёру по команде Дитеру Томе. 1,5 балла Томе проиграл японец Нориаки Касай, ставший пятым.

### Санный спорт
Достаточно неожиданно итальянские саночники выступили успешнее фаворитов из Германии. За всё время до 1994 года итальянцы выиграли на Олимпиадах в санном спорте всего три золота, в Лиллехаммере же они добавили ещё два. Чемпионка мира 1993 года 25-летняя Герда Вайсенштайнер принесла золото Италии в соревнованиях женщин. В мужских двойках итальянцам досталось два первых места. Только в мужских одиночках золото выиграл олимпийский чемпион 1992 года Георг Хакль из Германии. При этом перед последним заездом лидировал давний соперник Хакля австриец Маркус Прок, но в 4-м заезде Хакль был быстрее на 0,061 сек и по сумме 4 заездов выиграл с преимуществом 0,013 сек. Медали в санном спорте на Играх в Норвегии выигрывали только представители Италии (4), Германии (3) и Австрии (2).

### Фигурное катание
Россияне завоевали три из четырёх золотых наград, только в женском катании золото досталось 16-летней украинке Оксане Баюл. В парном катании Екатерина Гордеева и Сергей Гриньков повторили свой успех 1988 года.

### Фристайл
Фристайлисты разыграли 4 комплекта наград — в могуле и акробатике у мужчин и женщин, при этом акробатика дебютировала как медальный вид на Олимпийских играх. Медали завоевали представители сразу 8 НОК, только швейцарцы сумели выиграть более двух наград. 
Чемпионка мира 1993 года Лина Черязова выиграла акробатику и принесла Узбекистану первую и пока единственную (по состоянию на начало Игр 2026 года) медаль зимних Игр во всех видах спорта. Уже летом 1994 года Черязова получила тяжёлую травму, из-за которой не смогла вернуться на прежний уровень. В могуле свой статус фаворитов подтвердили чемпионы мира 1993 года канадец Жан-Люк Брассар и норвежка Стине Лисе Хаттестад, выигравшие золото.

### Хоккей с шайбой

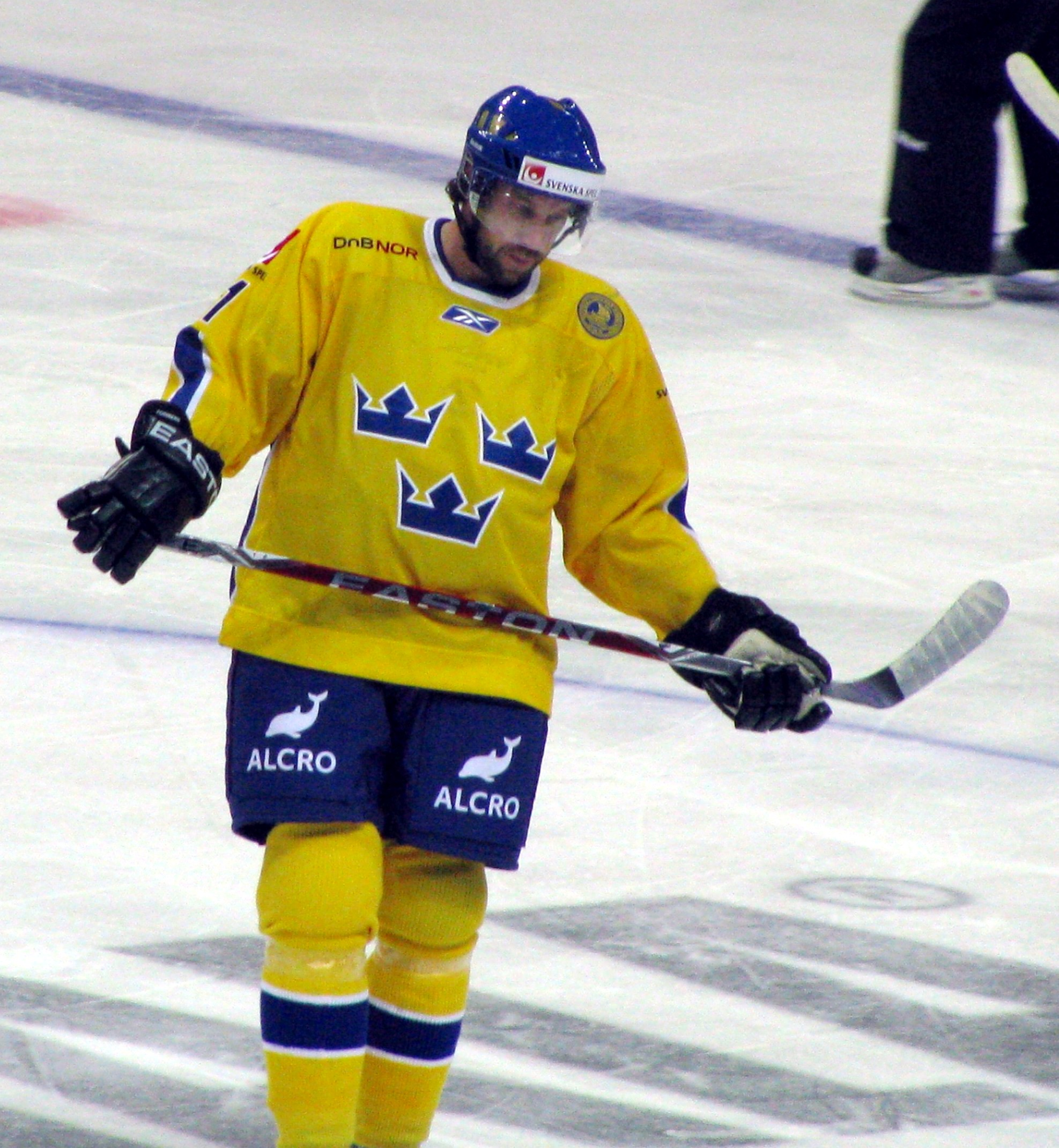
Петер Форсберг (фото 2009 года) был одним из лидеров сборной Швеции, впервые выигравшей олимпийское золото

Хоккеисты на Играх 1994 года выступали на аренах в Йёвике (5500 мест) и Лиллехаммере (11 500). Арена в Лиллехаммере — самая вместительная хоккейная арена Норвегии. В олимпийском турнире приняли участие 12 сборных, которые на первом этапе были разделены на две группы. Игры в Норвегии стали последними (до Игр 2018 года), во время которых Национальная хоккейная лига не делала паузу во время регулярного сезона, поэтому на Олимпийских играх не выступали почти все сильнейшие хоккеисты мира. Игры в Норвегии также стали последними, на которых медали в хоккее разыгрывали только мужчины.
В полуфинал вышли сборные Финляндии, Канады, Швеции и России. Финны вели в матче против канадцев со счётом 2:0 к 36-й минуте матча, но затем за 18 минут канадцы забили пять раз и обеспечили себе выход в финал. Во втором полуфинале шведы уже к 8-й минуте вели 2:0, затем в начале третьего периода Патрик Юлин довёл счёт до 4:1. На 59-й минуте в течение 10 секунд Сергей Березин и Равиль Гусманов забросили дважды, но сравнять счёт россияне так и не смогли (4:3 в пользу шведов). На следующий день в матче за третье место финны разгромили россиян со счётом 4:0, сборная России осталась без наград олимпийского хоккейного турнира впервые в своей истории (её предшественницы сборные СССР и Олимпийская команда в 1992 году неизменно выигрывали медали).
В финале, который состоялся в Лиллехаммере 27 февраля, шведы долго лидировали 1:0, но в середине третьего периода две шайбы забросили канадцы Пол Кария и Дерек Майер. Шведы, которых тренировал Курт Лундмарк, сумели сравнять счёт за 109 секунд до конца третьего периода, отличился защитник Магнус Свенссон. В овертайме шайб заброшено не было, судьба золота решалась в серии буллитов. После пяти бросков счёт в серии был 2-2, шестой бросок не реализовали обе команды. Седьмой бросок шведов реализовал 20-летний Петер Форсберг, переигравший Кори Хирша. У Канады буллит исполнял Пол Кария, но не сумел пробить Томми Сало. Сборная Швеции впервые в своей истории выиграла олимпийское золото. По итогам турнира шведы Хокан Лооб, Матс Неслунд и Томас Юнссон стали первыми в истории членами «Тройного золотого клуба» (в него входят хоккеисты, выигравшие олимпийское золото, золото чемпионата мира и Кубок Стэнли).

### Шорт-трек
Шорт-трекисты разыграли шесть комплектов (по три мужчины и женщины) наград в Олимпийском амфитеатре Хамара, также известном как «Нордлюсхаллен» (7000 мест). 4 из 6 золотых медалей завоевали представители Республики Корея. В мужской эстафете основные фавориты корейцы не выступали, так как не сумели отобраться на Игры на квалификационном турнире в марте 1993 года. У женщин два золота выиграла 18-летняя Чон Ли Гён. Американец Эрик Флейм стал первым в истории спортсменом, выигравшим олимпийские медали и в конькобежном спорте, и в шорт-треке. В конькобежном спорте Флейм был вторым на дистанции 1500 метров в 1988 году в Калгари, а в 1994 году стал серебряным призёром в мужской эстафете в шорт-треке.

## Медальный зачёт
Неожиданно неудачно выступили финские спортсмены, которые не завоевали ни одной золотой награды. Также без побед остались французы и нидерландцы. Представители Австралии впервые получили медали на Зимних Олимпийских играх.
| Общее количество медалей |                  |        |         |        |       |
| №                        | НОК              | Золото | Серебро | Бронза | Всего |
| 1                        | Россия           | 11     | 8       | 4      | 23    |
| 2                        | Норвегия         | 10     | 11      | 5      | 26    |
| 3                        | Германия         | 9      | 7       | 8      | 24    |
| 4                        | Италия           | 7      | 5       | 8      | 20    |
| 5                        | США              | 6      | 5       | 2      | 13    |
| 6                        | Республика Корея | 4      | 1       | 1      | 6     |
| 7                        | Канада           | 3      | 6       | 4      | 13    |
| 8                        | Швейцария        | 3      | 4       | 2      | 9     |
| 9                        | Австрия          | 2      | 3       | 4      | 9     |
| 10                       | Швеция           | 2      | 1       | 0      | 3     |
| 11                       | Япония           | 1      | 2       | 2      | 5     |
| 12                       | Казахстан        | 1      | 2       | 0      | 3     |
| 13                       | Украина          | 1      | 0       | 1      | 2     |
| 14                       | Узбекистан       | 1      | 0       | 0      | 1     |
| 15                       | Беларусь         | 0      | 2       | 0      | 2     |
| 16                       | Финляндия        | 0      | 1       | 5      | 6     |
| 17                       | Франция          | 0      | 1       | 4      | 5     |
| 18                       | Нидерланды       | 0      | 1       | 3      | 4     |
| 19                       | Китай            | 0      | 1       | 2      | 3     |
| 20                       | Словения         | 0      | 0       | 3      | 3     |
| 21                       | Великобритания   | 0      | 0       | 2      | 2     |
| 22                       | Австралия        | 0      | 0       | 1      | 1     |
|                          | Всего            | 61     | 61      | 61     | 183   |

## Участники
В играх приняло участие рекордное количество спортивных делегаций из 67 стран.